# Горлов, Иван Яковлевич
 Иван Яковлевич Горлов  (1814—1890) — русский экономист, заслуженный профессор Императорского Санкт-Петербургского университета.

## Биография
Родился в 1814 году.
Образование получил в Рязанской гимназии (1829) и на нравственно-политическом отделении Московского университета, по окончании которой был удостоен серебряной медали (1832) и степени кандидата (1833); 9 февраля 1834 года определён в «Профессорский институт» при Дерптском университете. Получив за диссертацию «De valoris natura» (О природе ценности) степень доктора философии, 30 июня 1838 года он был определён в Императорский Казанский университет — экстраординарным профессором политической экономии и статистики. Летом 1839 года, по предложению попечителя казанского учебного округа М. Н. Мусина-Пушкина, предпринял статистическое путешествие по губерниям Казанского учебного округа. Ординарным профессором по занимаемой кафедре был избран 1 июня 1840 года; утверждён — 26 июня. В начале 1841 года представил, одобренный 19 апреля министром, план статистического описания Казанской губернии.
С 29 мая 1840 по 17 июня 1842 года был руководителем педагогического института при Казанском университете, получив благодарность попечителя за хорошую организацию педагогических знаний. В 1843 году представил обширный проект учреждения в Казани, при университете центрального областного музея; 29 февраля 1844 года состоялось высочайшее повеление об отправлении его в двухгодичную заграничную командировку в Германию, Францию и Англию.
Был перемещён 21 октября 1847 года на кафедру политической экономии и статистики в Императорский Санкт-Петербургский университет; с 1860 по 1863 годы — декан юридического факультета, с 1863 года — заслуженный профессор; с 1873 года — почётный член Санкт-Петербургского университета. Одновременно, в 1857—1862 годах преподавал в Александровском лицее, а в 1858—1869 годах — в Училище правоведения.
Учебники И. Я. Горлова: «Теория финансов» (Казань, 1841 и Санкт-Петербург, 1845), «Обозрение экономической статистики России» (СПб., 1849) в течение многих лет использовались в русских университетах; «Обозрение» было отмечено в 1865 году «половинной» Демидовской премией по разделу «География и статистика»; после этого им был издан двухтомный учебник «Начало политической экономии» (1859—1862).
Горлов отстаивал необходимость сохранения национальных традиций в экономике; перед реформой 1861 года выступал за выкуп крестьянами не только земли, но и земельных повинностей; отстаивал принципы невмешательства в земельные отношения помещиков и крестьян. И. Я. Горлов критиковал теорию трудовой стоимости, выдвигая на первый план силы природы; экономические законы он рассматривал как естественные и вечные, имеющие божественное происхождение. В своём учебном курсе он даже заменил понятие труда на «экономические силы человека». И в дополнение к признанию исключительного значения природы, он рассматривал капитал как результат деятельности предпринимателей, к числу которых причислялись и помещики, защитником интересов которых принято считать И. Я. Горлова. В период освобождения крестьян от крепостной зависимости он поддержал помещичьи проекты решения аграрного вопроса, писал о возможных, по его мнению, отрицательных последствиях освобождения крестьян. 
В 1873 году в чине тайного советника вышел в отставку и поселился в Луге, где и скончался 5 (17) октября 1890 года. Был похоронен в Санкт-Петербурге на Новодевичьем кладбище.